# Cởi trần ở Mỹ

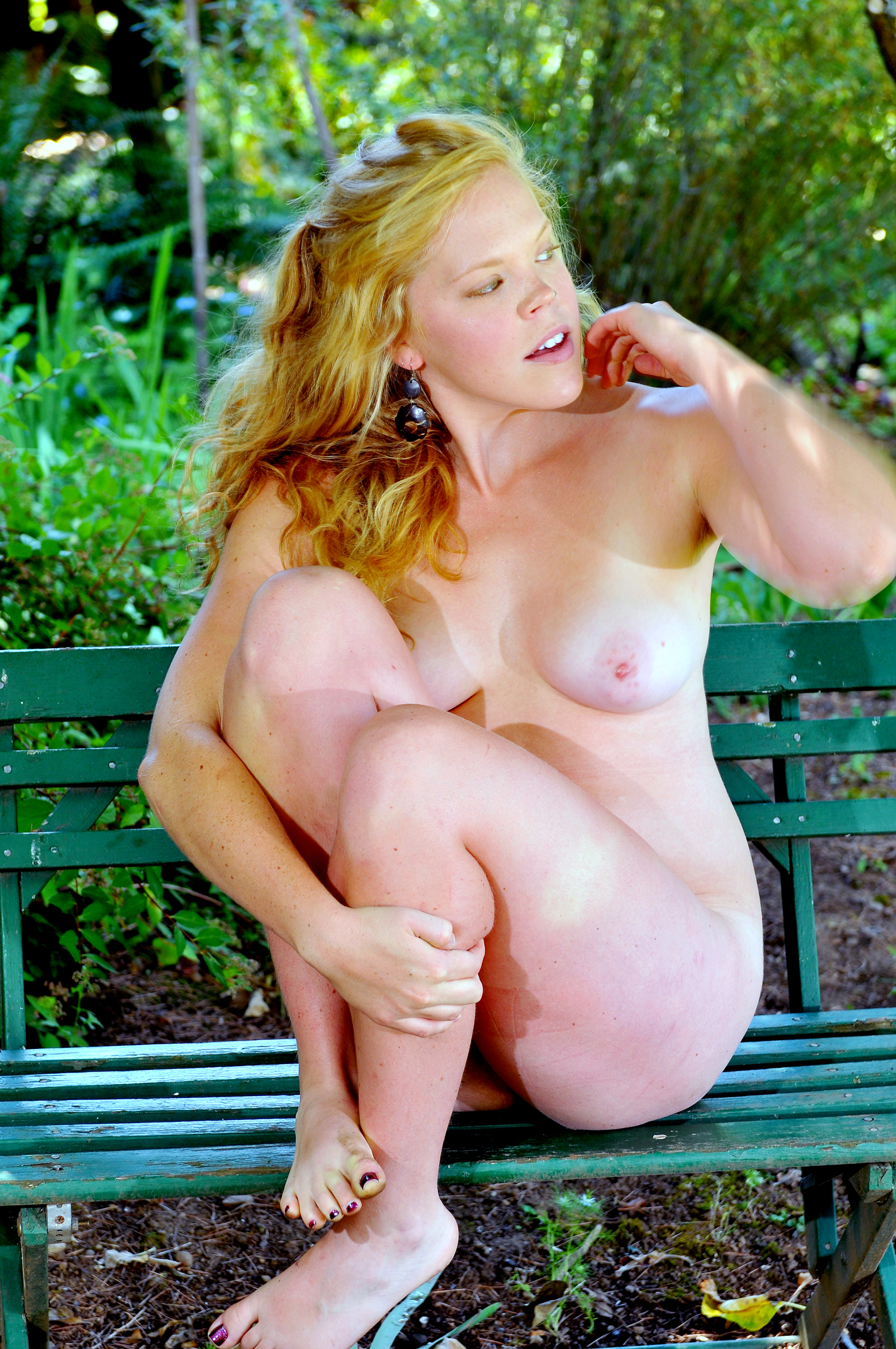
Một cô gái trẻ tự do cởi trần và cởi truồng đang ngồi trên băng ghế ở công viên

Cởi trần ở Mỹ (Female Toplessness in the United States) là việc phụ nữ có quyền để ngực trần ở nơi công cộng tại Hoa Kỳ vốn là xứ tự do và cởi mở. Tại xứ cờ hoa, các bang có quyền tài phán chính trong các vấn đề về đạo đức nơi công cộng do đó sẽ có những quy định khác nhau. Phong trào để ngực trần Topfreedom đã tuyên bố thắng lợi trong một số vụ kiện đối với việc thuyết phục một số tòa án tiểu bang và tòa án liên bang hủy bỏ một số đạo luật của tiểu bang vốn dựa trên cơ sở phân biệt giới tính hoặc bảo vệ quyền bình đẳng nam nữ, lập luận rằng phụ nữ nên được tự do để lộ ngực (tức là để ngực trần) trong bất kỳ bối cảnh nào mà một người đàn ông có thể phơi bày bộ ngực của anh ta. Các trường hợp thắng lợi khác dựa trên cơ sở tự do ngôn luận để phản đối, hoặc đơn giản là việc để lộ ngực không phải là hành vi khiếm nhã (hoặc tên gọi tương tự như khiêu dâm, gợi dục, đồi trụy, trụy lạc).
Các luật và pháp lệnh cấm phụ nữ để ngực trần đang bị thách thức tại các tòa án liên bang trên toàn quốc. Mỗi vụ kiện, nếu thắng kiện ở cấp phúc thẩm thì đó sẽ là sự hợp pháp hóa quyền tự do hàng đầu trong các vòng kháng cáo sau của Hoa Kỳ (từ Tây sang Đông) cụ thể đã có 9 vụ ở California, 8 vụ ở Missouri và 4 vụ ở Maryland. Một vụ kiện liên bang tại Vòng thứ 7 thuộc bang Illinois đã bị xử thua ở cấp phúc thẩm và đơn yêu cầu Pháp viện Tối cao Hoa Kỳ xem xét lại đã bị từ chối. Một lệnh sơ bộ trong một vụ kiện liên bang ở Vòng thứ 10 (Colorado) đã thắng ở cấp phúc thẩm. Vào tháng 9 năm 2019, sau khi chi hơn 300.000 USD thì Fort Collins đã quyết định ngừng bảo lưu sắc lệnh và bãi bỏ sắc lệnh đó. Điều đó thực sự mang lại cho nữ giới ở mọi lứa tuổi quyền để ngực trần ở bất cứ nơi nào nam giới có thể trong khu vực tài phán của Vòng 10 (các bang Wyoming, Utah, Colorado, New Mexico, Kansas và Oklahoma cũng như tất cả các quận và thành phố trực thuộc).
Sự kiện Go Topless Day là một sự kiện thường niên được tổ chức tại Hoa Kỳ nhằm ủng hộ quyền của phụ nữ được để ngực trần nơi công cộng trên cơ sở bình đẳng giới. Ở những bang mà phụ nữ có quyền đó tự do hàng đầu luật được tôn vinh và các cuộc biểu tình được tổ chức ở những bang cấm phụ nữ để ngực trần. Sự kiện thường niên được bắt đầu vào năm 2007 do Go Topless vốn là một nhóm ở Nevada được thành lập dưới sự sáng lập của Claude Vorilhon vốn là lãnh đạo của Phong trào Rael là một dị giáo phái tôn giáo UFO. GoTopless đã hỗ trợ các sự kiện và chương ở các quốc gia khác. Go Topless Day được thành lập để đáp lại vụ bắt giữ Phoenix Feeley (Jill Coccaro) là một nhà hoạt động tranh đấu cho quyền để ngực trần đã bị bắt vì có hành vi để ngực trần nơi công cộng ở New York vào năm 2005. Thành phố New York đã dàn xếp với Feeley với giá chót 29.000 USD vì để ngực trần là hợp pháp ở New York. Go Topless Day được lên kế hoạch vào Chủ nhật gần nhất ngày 26 tháng 8, Ngày bình đẳng của phụ nữ kể từ ngày đó năm 1920, năm mà quyền bầu cử của phụ nữ đã được thông qua (vào năm 1971 khi Quốc hội Hoa Kỳ tuyên bố ngày này là Ngày Bình đẳng của Phụ nữ). Sự kiện này khuyến khích phụ nữ để ngực trần ở nơi công cộng và nam giới che ngực bằng cách mặc áo lót hoặc bikini.

## Hình ảnh

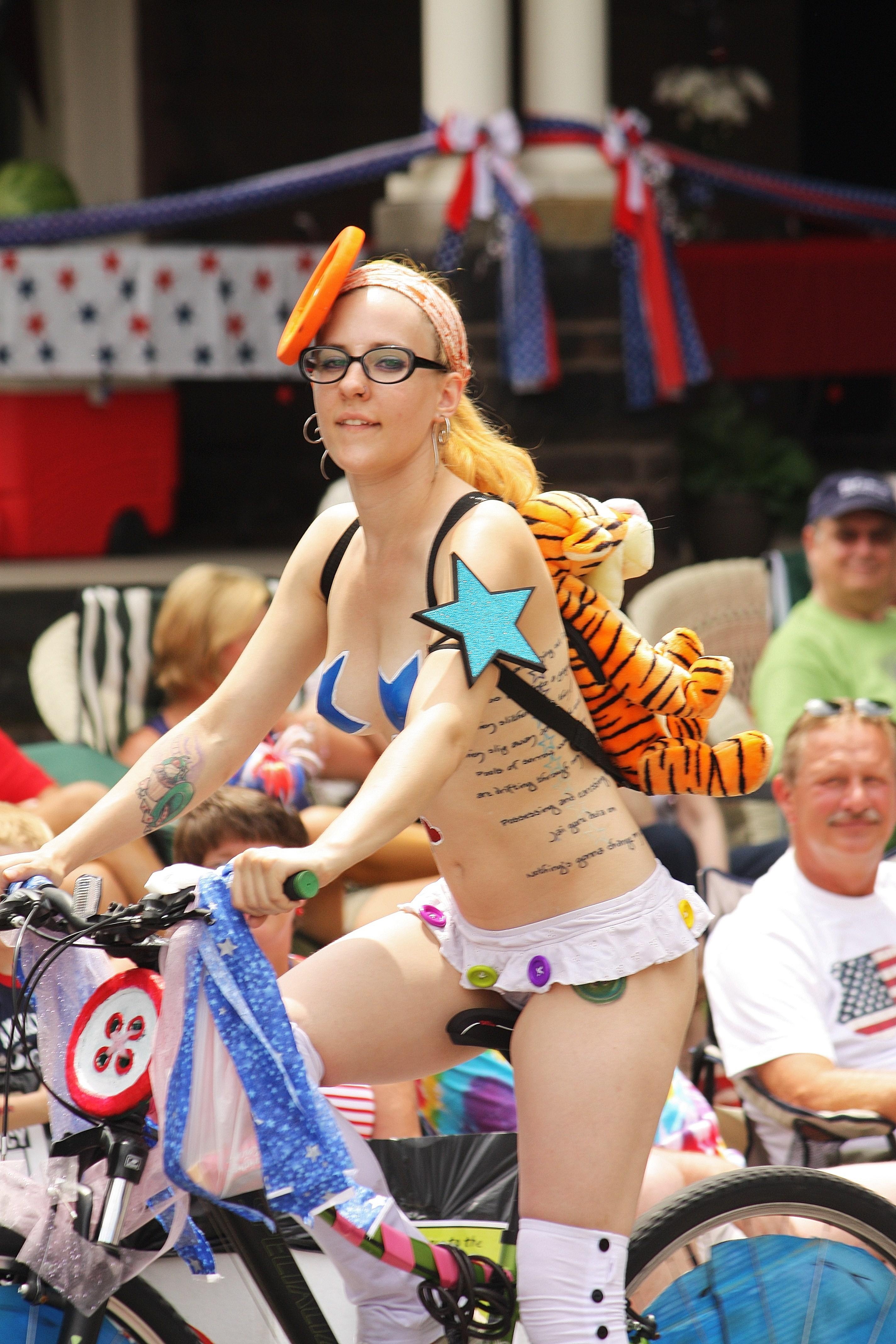
Đạp xe khỏa thân ở Ohio
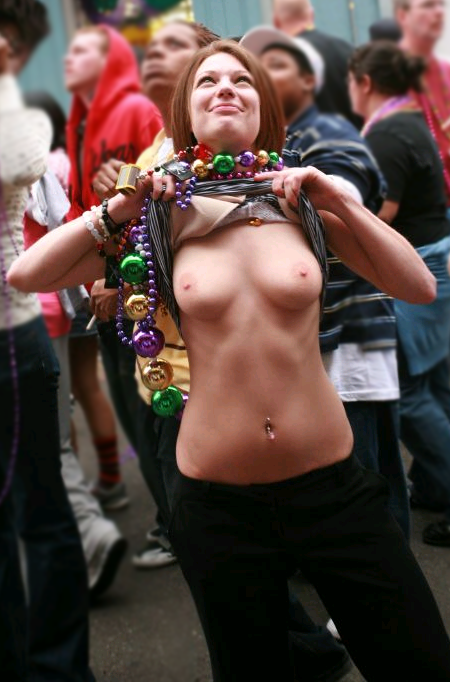
Một phụ nữ phanh ngực tại New Orleans
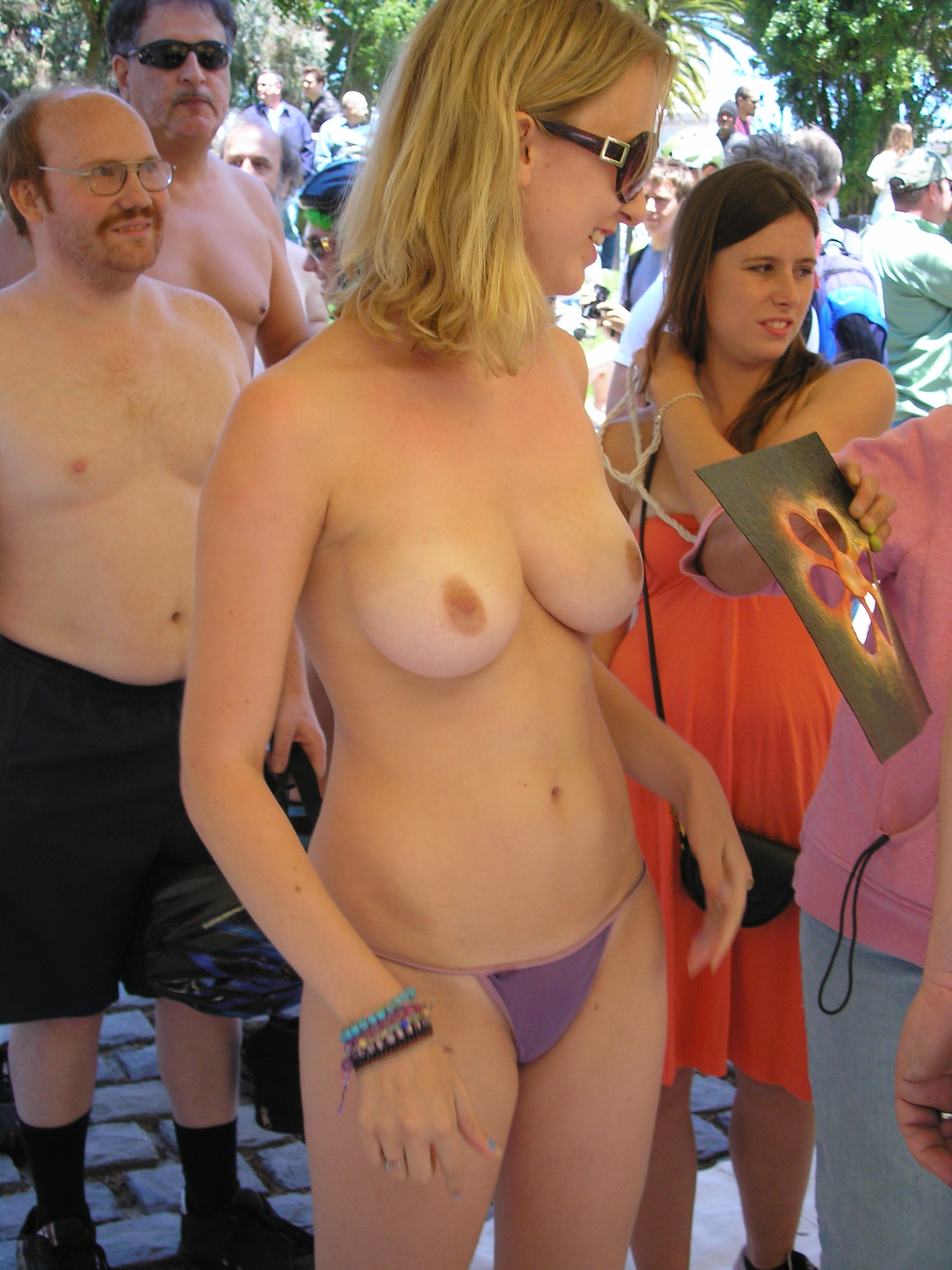
Một cô gái để ngực trần ở San Francisco
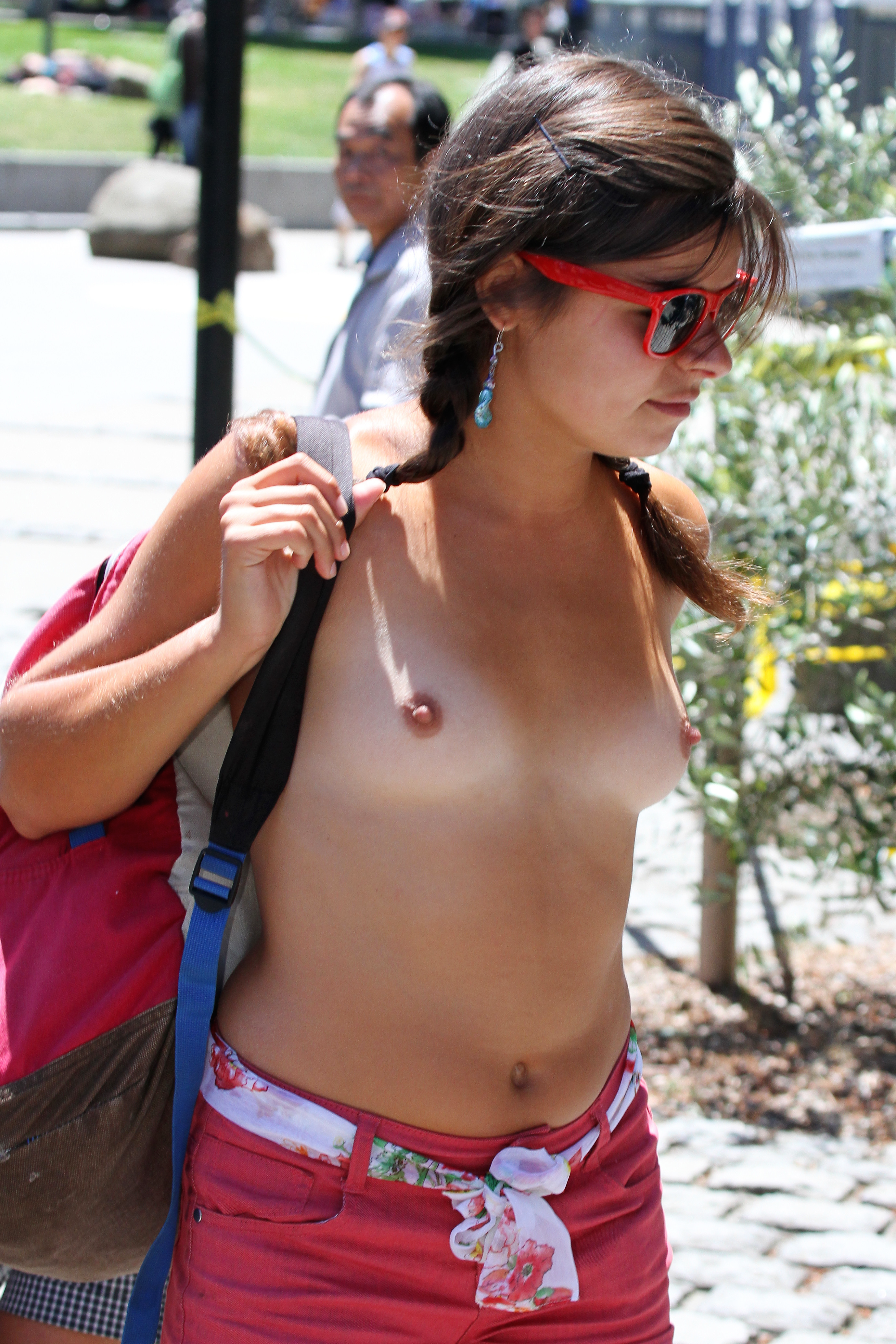
Một cô gái cởi trần nhân Ngày để ngực trần ở Mỹ
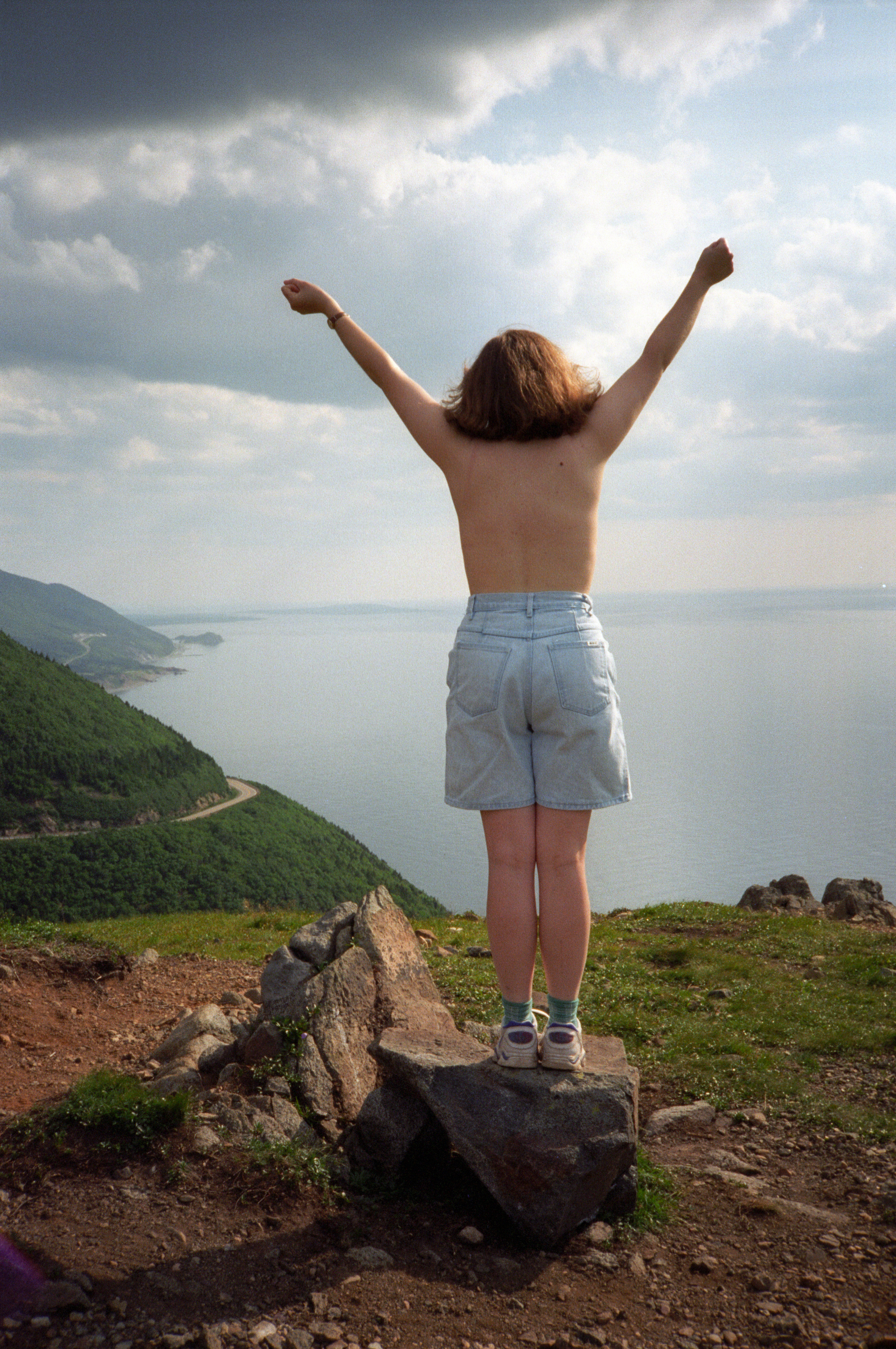
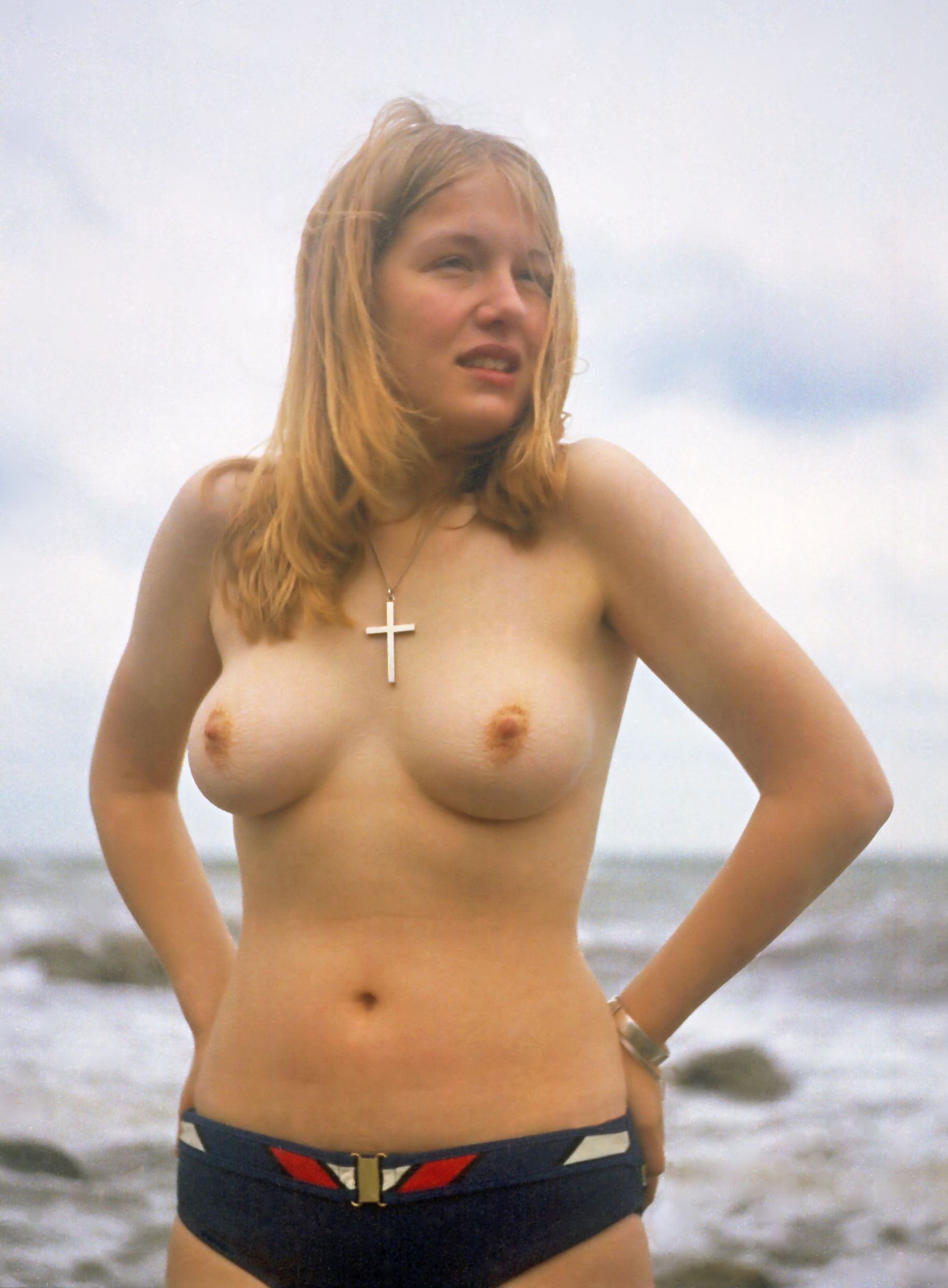
Một phụ nữ để ngực trần ở bãi biển Devon
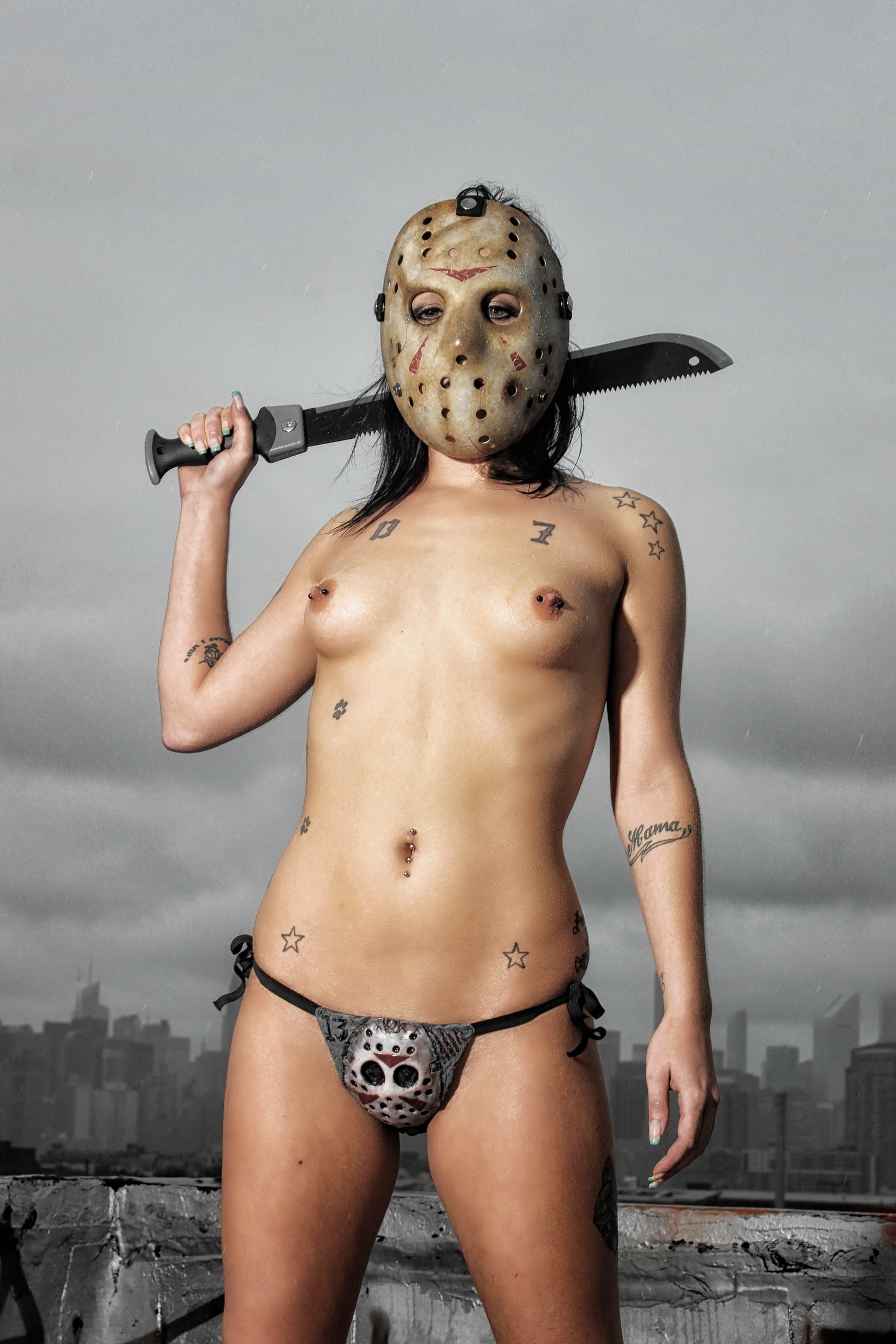
Một phụ nữ để ngực trần trong tạo hình Valley Voorhees
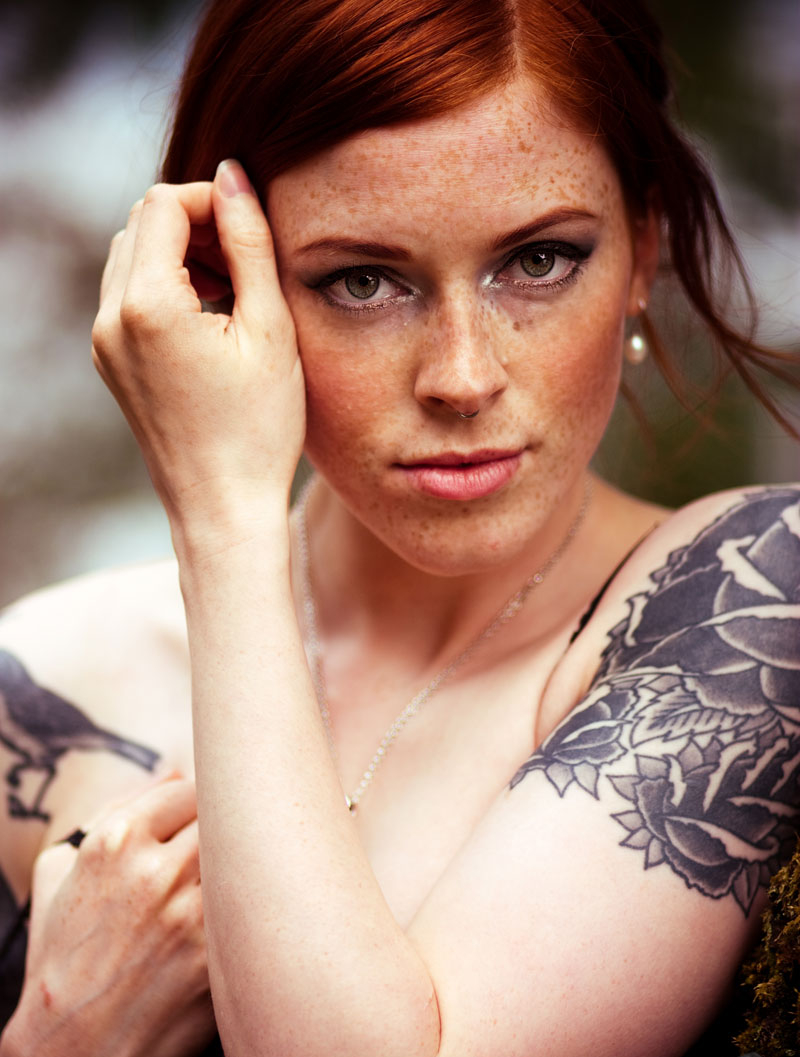
Anna Lee
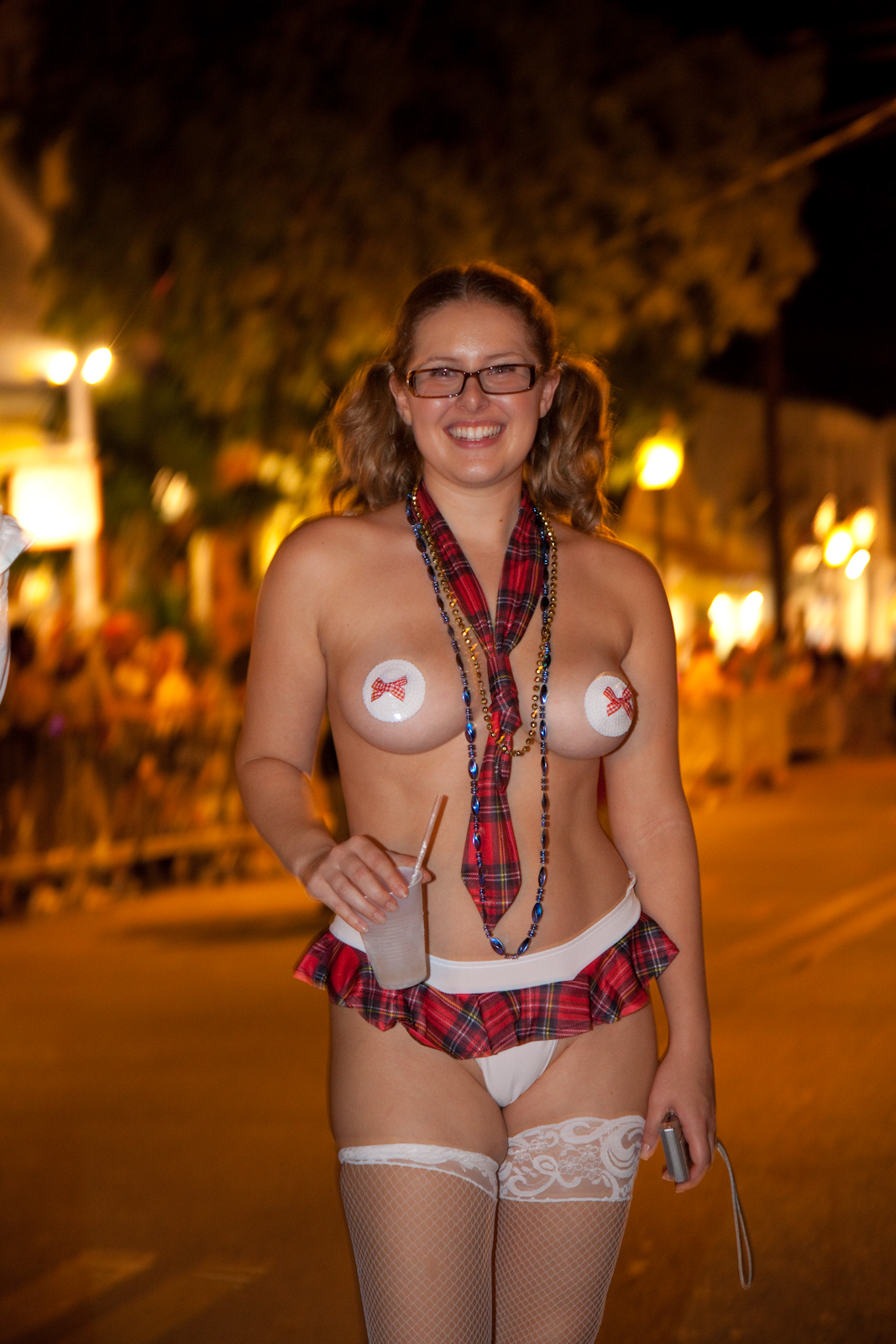
Một phụ nữ tại Fantasy Fest, Key West Florida
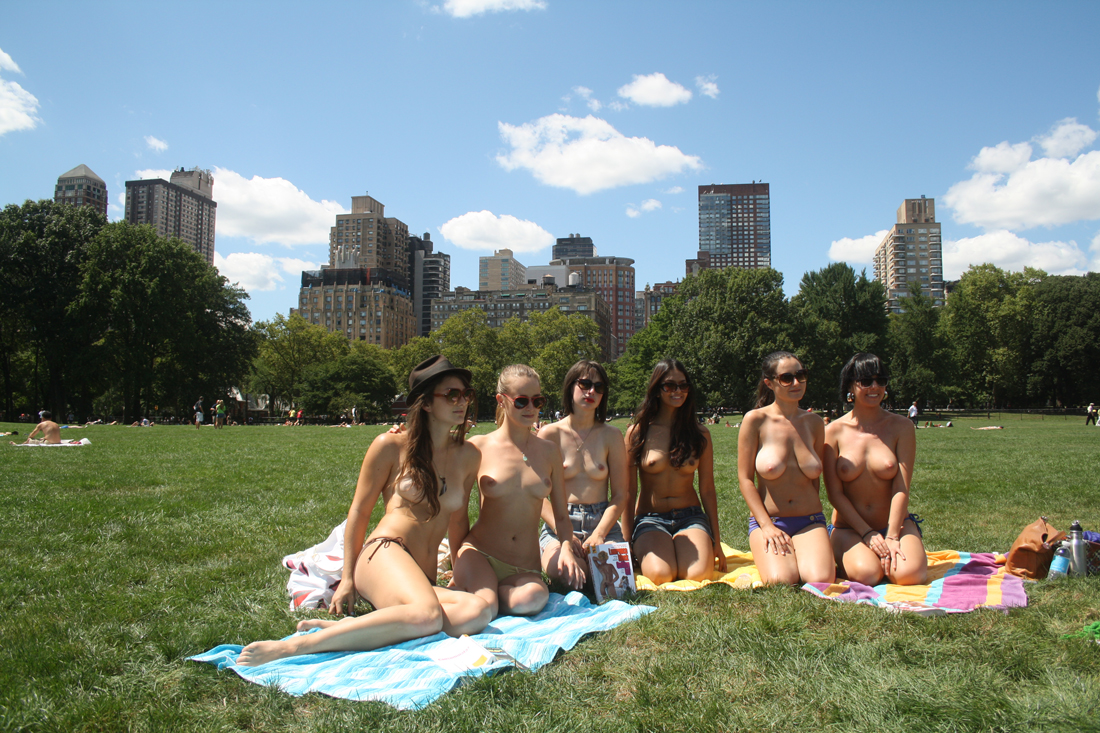
Một nhóm phụ nữ Mỹ đang cởi trần trong công viên
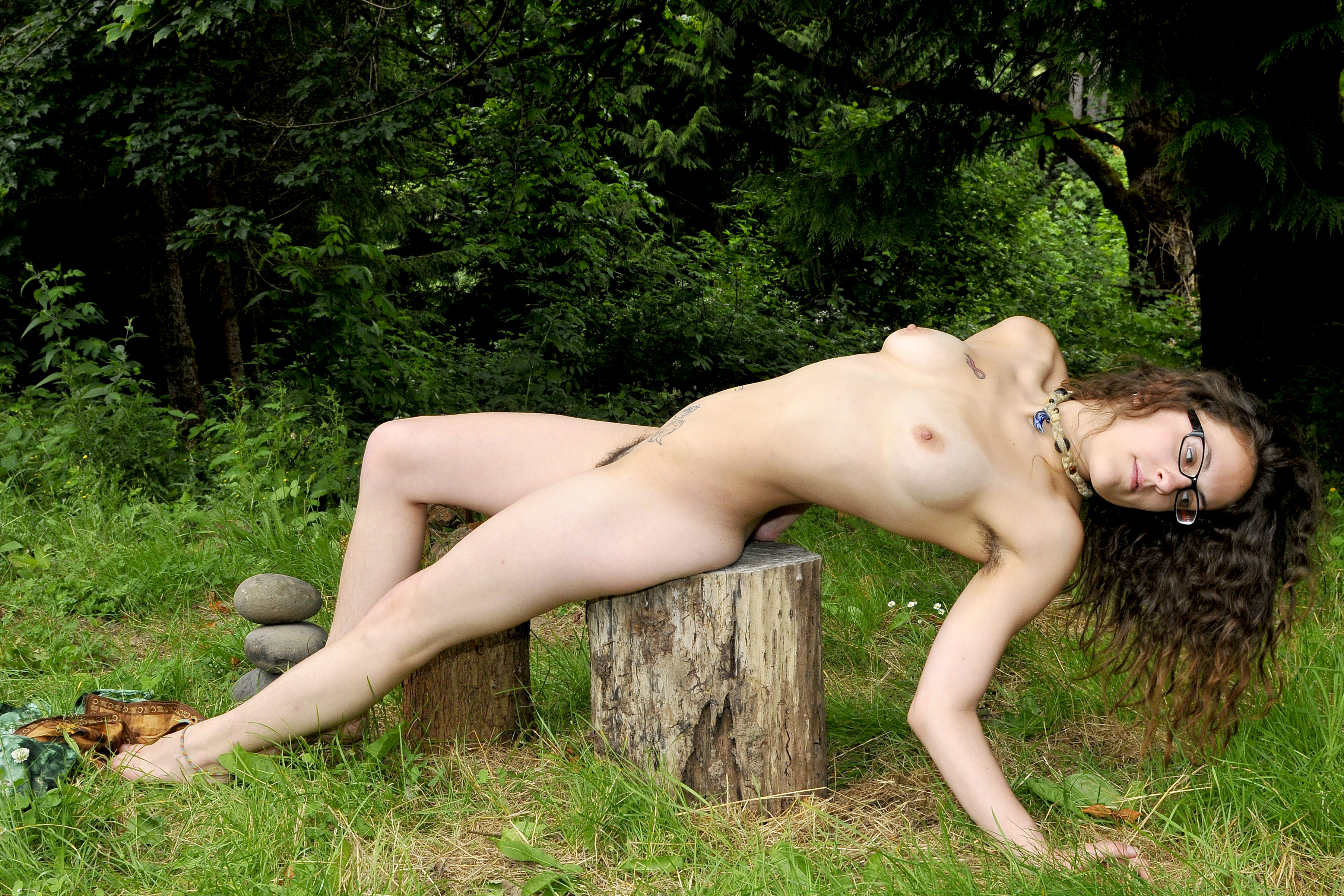
Một phụ nữ khoả thân trong công viên
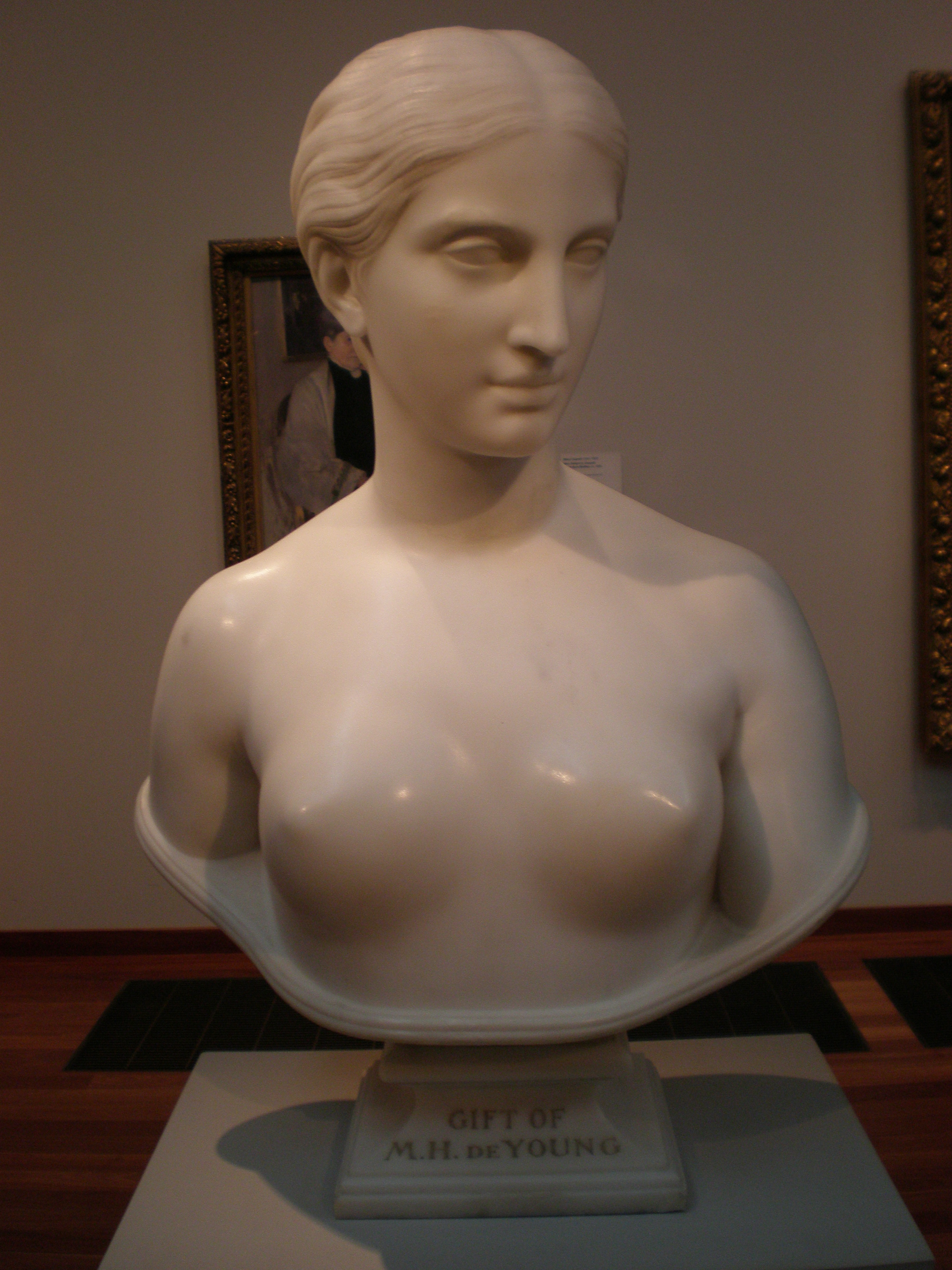
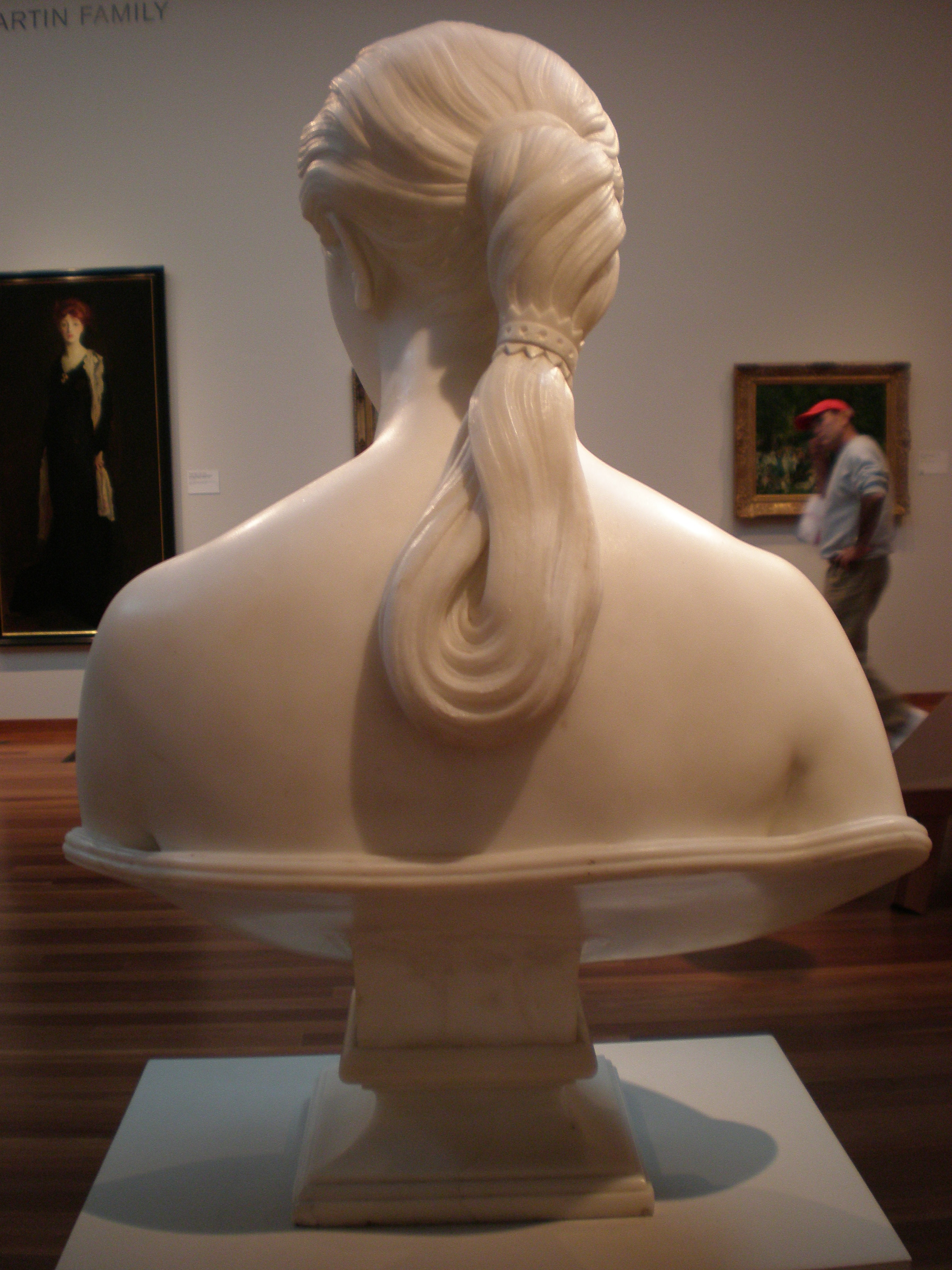
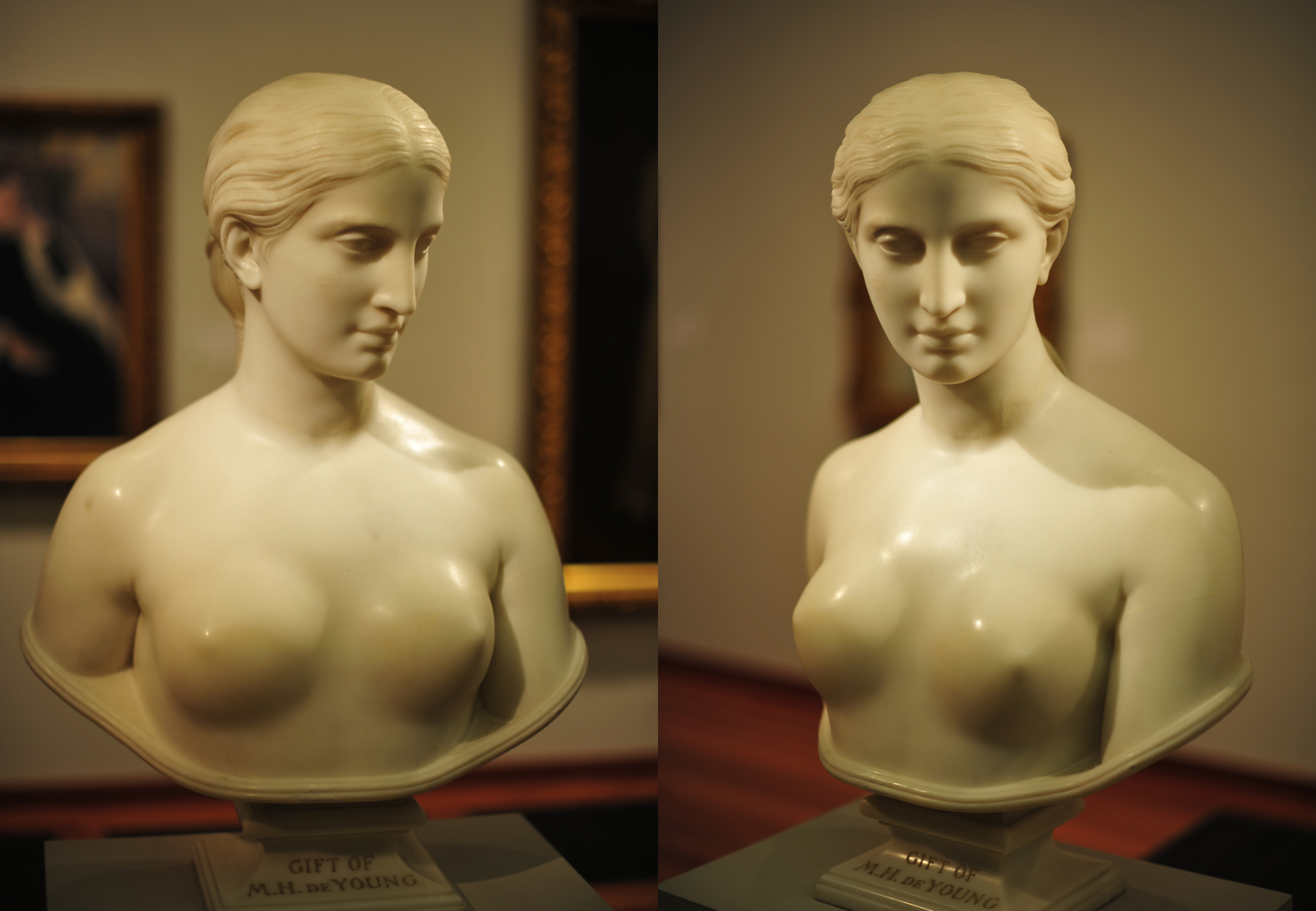